# Rusłan Kokajew
Rusłan Tajmurazowicz Kokajew (ros. Руслан Таймуразович Кокаев, orm. Ռուսլան Կոկաև; ur. 12 września 1980) – rosyjski, a od 2006 roku ormiański zapaśnik walczący w stylu wolnym. Zajął trzynaste miejsce na mistrzostwach świata w 2006. Mistrz Europy w 2004 i drugi w 2006. Piąty w Pucharze Świata w 2001 roku.
Wicemistrz Rosji w 2001, 2003 i 2004 roku.